# Pio Dellepiane
Pio Dellepiane, né le 4 janvier 1904 à Gênes et décédé le 12 décembre 1976 à Rome, était un prêtre catholique italien, de l'Ordre des Minimes, connu pour avoir été le cofondateur de l'Armée blanche, un mouvement ecclésial destinée à encadrer la vie spirituelle des enfants et à promouvoir la spiritualité de Notre-Dame de Fátima. Il est reconnu vénérable par l'Église catholique.

## Biographie
Pio Dellepiane est issu d'une famille Génois, où la pratique religieuse occupe une place importante. En 1924, il intègre le couvent des minimes à Gênes, au sein duquel il fait sa profession religieuse sous le nom de Frère Pio Stanislao. Il est ordonné prêtre le 14 juin 1930. Proche de saint Padre Pio, ils s'entretiennent régulièrement ensemble et partagent la même vision du ministère sacerdotal. Tout comme le célèbre capucin, Pio Dellepiane s'adonne à la confession plusieurs heures par jour, et s'efforce d'approfondir la vie spirituelle des fidèles qu'il guide. Il assistera à la mort de Padre Pio et veillera sa dépouille toute la nuit du 23 septembre 1968. Avec Padre Pio, Padre Dellepiane avait imaginé une association qui permettrait d'encadrer la pratique religieuse des enfants, car ils étaient convaincus que leurs prières pourraient contribuer à sauver le monde. 
Ce n'est qu'en 1972 que l'association se mit en place, et fut intitulée l'Armée blanche. Pio Dellepiane donna aux enfants l'exemple des bergers de Fátima, eux qui priaient le rosaire tous les jours pour la paix et offraient des sacrifices pour la conversion des pécheurs. De plus, on les prépare à la première communion et on organise des pèlerinages, avec la statue de Notre-Dame de Fátima. L'association prit de l'importance, et elle s'étendit bien en dehors de l'Italie. Pio Dellepiane organise même un pèlerinage en Russie, alors sous domination soviétique, pour prier la Vierge Marie de convertir le pays. Sa santé fragile et les multiples hospitalisations qu'il dut subir ne lui permettait pas de mener de grandes activités, et c'est essentiellement le Père Andrea d'Ascanio qui développa et organisa l'œuvre. Pio Dellepiane vécut les dernières années de sa vie dans de grandes souffrances physiques, mais s'adonna toujours à la direction spirituelle. Il profita de ses douleurs pour les offrir à Dieu comme sacrifices pour la paix et la conversion des pécheurs. Il mourut le 12 décembre 1976 à Rome.

## Béatification
La cause pour la béatification de Pio Dellepiane débute en 1990 à Rome. L'enquête diocésaine se clôture en 1998 puis est envoyée à la Congrégation pour les causes des saints afin d'y être étudiée par les autorités compétentes. Lors de la reconnaissance canonique de sa dépouille mortelle, on la découvrit dans un très bon état de conservation. Elle est depuis enterrée dans la Basilique Sant'Andrea delle Fratte à Rome. 
Le 19 mai 2018, le pape François reconnaît que Pio Dellepiane a vécu les vertus chrétiennes à un degré héroïque, lui attribuant le titre de vénérable, première étape avant la béatification.